# Real Jardín Botánico de Edimburgo
El Real Jardín Botánico de Edimburgo (en Inglés: Royal Botanic Gardens Edinburgh) es un jardín botánico de 28 hectáreas de extensión, es a la vez una institución científica y una atracción turística. 
Originalmente fundado en 1670 como physic garden (jardín donde se cultivaban plantas medicinales que utilizaban los médicos como remedios en los siglos anteriores al siglo XX). 
Actualmente comprende cuatro localizaciones a lo largo de Escocia: Edimburgo, Dawyck, Logan y Benmore, cada una de las partes con sus colecciones especiales de plantas. 
Es miembro del BGCI. Su código de reconocimiento internacional como institución botánica, así como las siglas de su herbario es E.

## Localización
Royal Botanic Gardens Edinburgh 20A Inverleith Row, Edinburgh, Scotland, EH3 5LR United Kingdom-Reino Unido
Planos y vistas satelitales.55°57′56.17″N 3°12′23.98″O / 55.9656028, -3.2066611
Está abierto todos los días. El acceso al jardín botánico es gratis pero la entrada a los invernaderos cuesta £6.50 por adulto.

## Historia
El Edinburgh Botanic Garden estaba inicialmente en Holyrood, y después en Leith, pero actualmente se encuentran en Inverleith desde 1820. Es un lugar muy popular entre los residentes locales, particularmente entre las familias jóvenes, donde acuden a caminar. Los locales se refieren al jardín botánico, como 'The Botanics'.

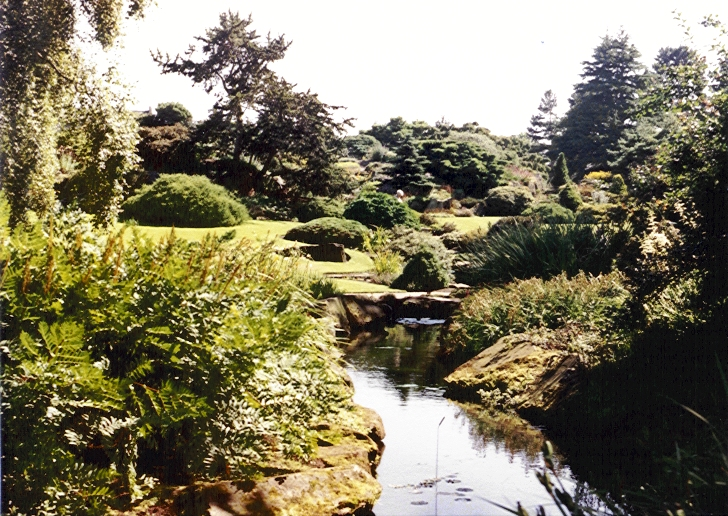
The rock garden (La rocalla), en 1990.

El "Royal Botanic Garden Edinburgh" (RBGE) es un organismo público No Departamental, fundado según el Acta 1985 del "National Heritage" de Escocia, financiado principalmente por el ejecutivo escocés. Es una "charity" registrada, administrada por un grupo de personas designadas por los ministros. Su misión es la de "explorar y explicar el mundo de las plantas" y sus funciones primarias son las de ser el centro de la excelencia científica y hortícola, de ser el encargado de las colecciones nacionales de plantas y ser el promotor de la ciencia en el ámbito público.
Los jardines tienen también varios invernaderos que incluyen el de mayor altura en Gran Bretaña.

## Colecciones
Este jardín posee 34.752 accesiones de plantas vivas con 17.858 taxones cultivados.

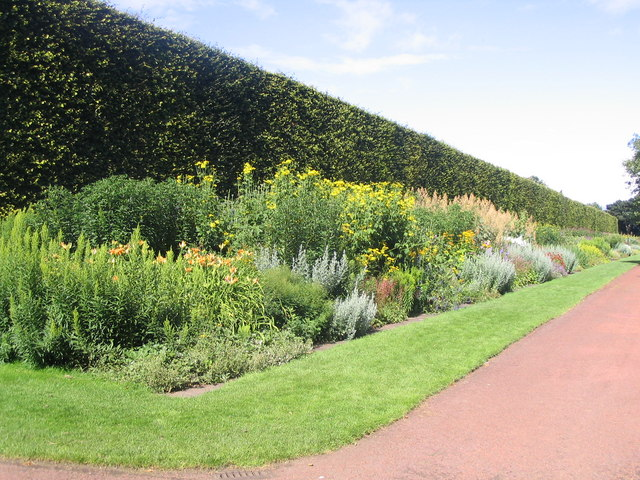
Lecho de cultivo en el Royal Botanic Gardens Edinburgh.

Las plantas que alberga se encuentran agrupadas como:
- jardín de brezos escoceses
- jardín arbolado
- muro de la turbera
- rocalla
- ladera china
- alpinum
- invernaderos
- jardín conmemorativo de la Reina Madre

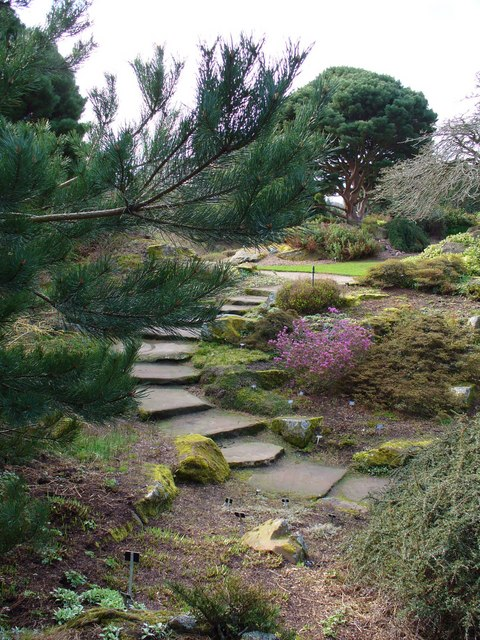
Escalinata en la rocalla.

- herbario, el herbario del RBGE está situado en un edificio especialmente diseñado en el sitio de Edimburgo, se considera una colección botánica de las más importantes del mundo, conteniendo más de 3 millones de especímenes. Antes de la formación del herbario, las colecciones de plantas tendieron a ser de propiedad privada por encargo regio. El herbario en su actual forma vino con la fusión de las colecciones de la universidad de Edimburgo y la sociedad botánica de Edimburgo entre 1839 y 1940. El herbario del RBGE se trasladó a su presente sede, especialmente diseñada en 1964.Escalinata en la rocalla. A lo largo de los años se han agregado una gran cantidad de colecciones, perteneciendo a colecciones privadas tales como las de R.K. Greville y John Hutton Balfour, y a instituciones incluyendo las universidades de Glasgow, St Andrews y Hull. La colección histórica más importante es la de George Walker Arnott, que vino de la universidad de Glasgow como herbario extranjero depositado en préstamo permanente en 1965. Esta colección contiene especímenes de todos los colectores principales de mediados del siglo XIX, especialmente de la India, norte y Suramérica, y Sudáfrica, incluyendo material de especie tipo descrita por ‘Hooker & Arnott'. A partir de principios del siglo XX, las colecciones han sido hechas por los miembros del personal del jardín botánico.
- Biblioteca, la biblioteca del RBGE es colección de referencia nacional para el especialista de los recursos botánicos y hortícolas. Con alrededor de 70.000 libros y de 150.000 periódicos la biblioteca de investigación es una de las más grandes del país. Ha una gran ayuda en los campos semánticos específicos investigados y enseñados en RBGE - el personal y los estudiantes del jardín son sus usuarios principales, junto con los investigadores que la visitan. Sin embargo, como colección de referencia nacional, la biblioteca está también abierta al público en general, personalmente o por teléfono o correo electrónico.